# Tatsuzō Ishikawa
Tatsuzō Ishikawa (jap. 石川 達三 Ishikawa Tatsuzō; ur. 2 lipca 1905 w Yokote, zm. 31 stycznia 1985 w Tokio) – japoński pisarz, pierwszy laureat Nagrody im. Akutagawy.

## Biografia
Tatsuzō Ishikawa urodził się 2 lipca 1905 w Yokote, w prefekturze Akita. Jego ojciec był nauczycielem. Studiował na wydziale literatury Uniwersytetu Waseda, ale nie ukończył uczelni. W 1930 roku wyemigrował do Brazylii, gdzie przez miesiąc pracował na plantacji kawy w Santa Rosa niedaleko São Paulo. Kolejny miesiąc spędził w mieście, a następnie wrócił do Japonii. Na podstawie swoich doświadczeń, w 1935 roku opublikował powieść zatytułowaną Sōbō (Zwykli ludzie), za którą, jako pierwszy, został laureatem Nagrody im. Akutagawy. W stylu publicystycznym opisał życie biednych japońskich imigrantów w latach trzydziestych XX wieku w Brazylii.

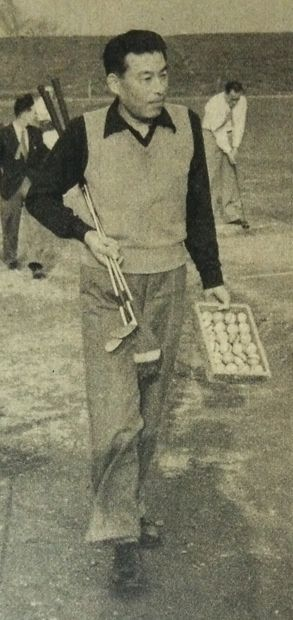
Tatsuzō Ishikawa (1954)

29 grudnia 1937 został wysłany przez redakcję czasopisma literackiego „Chūō Kōron” jako reporter wojenny w celu spisania japońskich dokonań wojskowych w Chinach. Około 8 stycznia 1938 przebył do Nankinu, niedawno zajętej stolicy nacjonalistycznych Chin. Ishikawa spędził osiem dni w mieście, rozmawiając głównie z japońskimi żołnierzami piechoty, po czym wrócił do Japonii i ukończył rękopis Ikite iru heitai w zaledwie 11 dni. Relacja została opublikowana w lutowym i marcowym wydaniu „Chūō Kōron”. Utwór jest oskarżeniem, nie tylko wobec postępowania japońskiej armii w Chinach, ale także samej wojny. Pomimo cenzury dokonanej przez autora i wydawcę, japońskie władze zakazały rozpowszechniania oryginału. Po zniesieniu cenzury wojennej w 1945 roku wydano ponownie Ikite iru heitai, przywracając skreślone słowa i fragmenty. 
Po wojnie na Pacyfiku Ishikawa był jednym z najbardziej znanych w Japonii pisarzy, mającym na swoim koncie takie publikacje, jak Kaze ni soyogu ashi (1957–1959) i Ningen no kabe (1957–1959). W 1969 roku Ishikawa otrzymał za te prace nagrodę Kikuchi Kan Shō. Był członkiem kapituły Nagrody im. Akutagawy. 

## Wybrane dzieła
- Sōbō (jap. 蒼氓 Zwykli ludzie), 1935
- Hikage no mura (jap. 日蔭の村 Wieś w cieniu), 1937
- Ikite iru heitai (jap. 生きてゐる兵隊 Żywi żołnierze), 1938[a]
- Kaze ni soyogu ashi (jap. 風にそよぐ葦), 1949–1951
- Ningen no kabe (jap. 人間の壁 Ściana człowieczeństwa), 1957–1959
- Yonjūhachi sai no teikō (jap. 四十八歳の抵抗), 1956
- Mitasareta seikatsu (jap. 充たされた生活), 1961
- Kizu darake no sanga (jap. 傷だらけの山河), 1962–1963
- Kinkanshoku (jap. 金環蝕), 1966[11]